# Pancéřníček Juliův
Pancéřníček Juliův (Corydoras julii) je malá, mírumilovná ryba dorůstající 5–6 cm, která patří do velmi početného rodu Corydoras.

## Popis
Tělo je stříbřité s černými skvrnami a pruhy. Prsní a břišní ploutve jsou průhledně šedé, hřbetní ploutev má na špičce velkou, černou skvrnu a ocasní ploutev je také černě skvrnitá. Na tlamce jsou 4 vousky.
Dožívají se 3–5 let.

## Chov
Potřebují volný přístup k hladině, neboť občas dýchají vzdušný kyslík. Pro pancéřníčky není vhodné ostré dno, protože by se ryba mohla poranit při hledání potravy. Také je dobré umístit do nádrže nějaký úkryt např. kořen, jeskyňka…
Počet chovaných jedinců by měl být min. 6 kusů.
Konzumuje vše, co spadne na dno: vločkové krmivo, granule pro sumce…

## Odchov
Odchovna by měla být hustě osázená s menším sloupcem vody. Ke tření umisťujeme jen jednu samičku a dva až tři samečky. Jiker bývá zhruba 30, a ty rodiče lepí na listy rostlin (někdy i na sklo akvária). Potěr se líhne za 4 dny. Z počátku je velmi citlivý na kolísání pH.